# (22697) Mánek
22697 Manek (1998 RM) – planetoida z pasa głównego asteroid okrążająca Słońce w ciągu 4,7 lat w średniej odległości 2,81 j.a. Odkryta 7 września 1998 roku.